# Casquet esfèric
En geometria, un  casquet esfèric és la part una d'esfera tallada per un pla. Si aquest pla passa pel centre de l'esfera, lògicament, l'altura del casquet és igual al radi de l'esfera, i el casquet esfèric serà un hemisferi (semiesfera).

Un casquet esfèric.

## Àrea
Si el radi de l'esfera és {\displaystyle r\,\!}, el radi de la base del casquet {\displaystyle a\,\!}, i l'altura del casquet {\displaystyle h\,\!}, l'àrea del casquet esfèric és
{\displaystyle A=2\pi rh\,\!}

## Volum
Si el radi de l'esfera és {\displaystyle r\,\!}, el radi de la base del casquet {\displaystyle a\,\!}, i l'altura del casquet {\displaystyle h\,\!}, el volum del casquet esfèric és
{\displaystyle V={\frac {\pi h}{6}}(3a^{2}+h^{2})}
Una altra expressió per calcular el volum del casquet esfèric, en funció del radi de l'esfera i de l'altura h, és:
{\displaystyle V={\frac {\pi h^{2}}{3}}(3r-h)}

### Algunes relacions
Pel teorema de Pitàgores, 

{\displaystyle (r-h)^{2}+a^{2}=r^{2}\,}
{\displaystyle r^{2}+h^{2}-2rh+a^{2}=r^{2}\,}
{\displaystyle r={\frac {a^{2}+h^{2}}{2h}}}